# Lampong Reachea
Lampong Reachea  (mort vers 1353) souverain de l’Empire khmer de 1347 à 1353 sous le nom de  « Parama  Radjadiraja ». Sous son règne commencent les guerres inexpiables qui opposeront la Cambodge à ses anciens vassaux thaïs, qui pillent pour la première fois Angkor.

## Biographie
Lambansaraja (nom complet de règne : Brhat Pada Samdach Sdach Brhat Rajankariya Brhat Parama Lambangsasa Rajadhiraja Ramadipati)  est le fils de Nippean Bat. Né en 1320, c'est son oncle Sithean Reachea qui succède à Nippan Bat en 1347. Il en devient le prince héritier avant de lui succéder la même année.
C’est sous son règne que commencent les guerres qui opposeront la Cambodge à ses anciens vassaux Thaïs qui s’étaient libérés de leur sujétion pendant les règnes précédents.
En 1350, un prince thaï, Ramathibodi Ier, fonde le Royaume d'Ayutthaya, dont il établit la capitale éponyme dans une île du Chao Phraya proche de la frontière cambodgienne, dévoilant ainsi ses ambitions expansionnistes.
Dès 1351, les thaïs forment deux armées qui surprennent les troupes khmères et marchent sur Angkor. Elles sont une première fois repoussées sous les murs de la ville, ce qui incite le roi Khmer trop confiant dans ses forces à licencier ses troupes.
Le roi Ramathibodi Ier constitue alors une troisième armée avec laquelle il vient investir lui-même la capitale Angkor. Le siège dure un an, générant famine et épidémie, pendant lesquelles le roi Lampong Reachea meurt de maladie.
La ville est finalement prise, saccagée et pillée, les Thaïs s’emparent des trésors du palais royal et des temples la population est déportée en esclavage au Siam. De 1353 à 1357, les troupes siamoises occupent tout le Cambodge et Ramathibodi Ier peut alors nommer successivement à Angkor trois de ses fils comme rois subordonnés du pays conquis. 
Un frère cadet du roi Lampong Reachea, le prince Soriyoteï, qui s’était échappé d’Angkor avant la prise de la ville, se réfugie au Laos avec quelques guerriers et les symboles de la royauté khmère.  

## Postérité
Lampong Reachea laisse deux fils :
- Barom Reamea
- Thommo Soccoroch.

## Référence
1. ↑  (en) Christopher Buyers, « The Varman dynasty - Genealogy », Cambodia, sur royalark.net The Royal Ark - Royal and Ruling Houses of Africa, Asia, Oceania and the Americas, 25 août 2009 (consulté le 23 septembre 2010).